# Luci Cassi (procònsol)
Luci Cassi (en llatí Lucius Cassius) va ser procònsol d'Àsia vers el 90 aC, probablement després d'haver estat pretor, però tot i el seu títol de procònsol mai va arribar a ser cònsol. Junt amb Mani Aquil·li va restaurar a Ariobarzanes I com a rei de Capadòcia i a Nicomedes IV Filopàtor com a rei de Bitínia;
Ariobarzanes va ser enderrocat algun temps després i Cassi va fer preparatius per restablir-lo, però es va haver de retirar davant Mitridates VI Eupator, fugint a  Rodes on fou assetjat per la flota del rei del Pont, i finalment va ser capturat. Va recuperar la llibertat al final de la guerra.